# Яніна Іпогорська
Яніна Іпогорська (пол. Janina Ipohorska; до шлюбу Яніна Носажевська; 15 серпня 1914 — 20 вересня 1981) — польська письменниця, журналістка і художниця. Авторка посібника бонтону «Grzeczność na со dzień» (1955). Писала під псевдонімами Jan Kamyczek, Alojzy Kaczanowski, Bracia Rojek.

## Біографія
Народилася в сім'ї Яна Носажевського і Стефанії Носажевської (до шлюбу — Іпогорської-Ленкевич). Закінчила Державну гуманітарну жіночу гімназію імені королеви Ядвіги у Львові. Здобувши вищу освіту на гуманітарному факультеті Львівського університету, три роки (1936—1939) навчалася живопису в майстерні професора Феліціяна Щенсного-Коварського у Варшавській академії образотворчих мистецтв. Тоді повернулася до Львова, де під час радянської окупації працювала в Театрі мініатюр, режисером якого був Мар'ян Ейле. Іпогорська писала сценографічні твори і проєктувала костюми. За часів німецької окупації вона обіймала посаду адміністраторки в Інституті професора Рудольфа Вайґля. 1943 року їй загрожував арешт, тож вона втекла від гестапо зі Львова, змінивши прізвище на Іпогорська (дошлюбне прізвище матері).
Після Другої світової війни оселилась у Кракові й разом із Мар'яном Ейле заснувала тижневик Przekrój. Разом вони також розробляли сценографію та костюми для багатьох театрів: «Старого», «Сирени», «Сілезького», «Драматичного», «Юного глядача», «Малого» тощо (Starego, Syreny, Śląskiego, Dramatycznego, Młodego Widza, Małego). Другу вищу освіту Іпогорська здобула на сценографічному факультеті Краківської академії образотворчих мистецтв, на якому згодом три роки читала лекції з дизайну костюмів. Разом із Мар'яном Ейле вона співзаснувала кабаре «Сім котів» у Кракові.
У журналі «Пшекруй» Іпогорська була найвідомішою під псевдонімом «Ян Камичек» (пол. Jan Kamyczek) і провадила рубрику бонтону. Вона також писала книги в цій галузі: Grzeczność na co dzień, Savoir vivre dla nastolatków. Як Bracia Rojek, Іпогорська публікувала фейлетони і під псевдонімом Alojzy Kaczanowski написала сценарій першої серії першого польського кримінального телевізійного серіалу «Капітан Сова йде слідом» (Kapitan Sowa na tropie) (1965) і кримінальний роман «Розкішний передполудень». У журналі «Пшекруй» вона публікувала короткі кримінальні загадки та відомі афоризми («Яка економія часу — закохатися з першого погляду», «Обмінюйся досвідом. Але тільки на краще!»).
«Ввічливість на щодень» (пол. Grzeczność na co dzień) вийшла російською і вірменською мовами.
Яніну Іпогорську поховано на Підгірському кладовищі в Кракові (XLI-8–9 — гробівець родини Ленкевичів).

## Творчість
- Jan Kamyczek: Grzeczność na co dzień, «Iskry» (wydania: 1955, 1956, 1959, 1969, 1972, 1974, 1978);
- Jan Kamyczek: Savoir-vivre dla nastolatków, «Horyzonty», 1974;
- Alojzy Kaczanowski: Rozkoszne przedpołudnie, «Iskry», 1961.